# Урга (газовое месторождение)
Урга - месторождение природного газа, расположено на северо-западе Узбекистана, в бывшей акватории Аральского моря, административно расположено на территории Муйнакского района Республики Каракалпакстан. 
Обычно рассматривается как часть месторождения Урга-Куаныш-Акчалак.
Запасы месторождения неоднократно пересматривались, если изначально оценивались в 50 млрд. м³ газа, то в 2004 называлась цифра в 14 млрд. м³. В 2011 году извлекаемые запасы газа на месторождении были оценены в 25,9 млрд. м³ газа.
Ближайшая железнодорожная станция расположена в 180 км от месторождения. 
Газовый магистральный трубопровод Бухара-Урал проходит в 14 км от месторождения.

## История разведки месторождения[2]
В 1986 г. для изучения перспектив нефтегазоносности юрских и верхнепалеозойских отложений в своде антиклинального перегиба были заложены четыре параметрическая скважины. 
По проекту разведки месторождения пробурено еще шесть разведочных скважин, и на основе геолого-геофизической информации были подсчитаны запасы газа, конденсата и сопутствующих компонентов по состоянию на 01.01.1996 г.
Месторождение было введено в опытно-промышленную эксплуатацию в 1995 г.
По результатам опытной эксплуатации пяти разведочных скважин в 1997 г. составлен “Проект промышленной разработки месторождения” и пробурено еще 18 эксплуатационных скважин.
К 2004 году на месторождении были пробурены 43 поисково-разведочные и эксплуатационные скважины, из которых только 19 были в эксплуатации, а остальные бездействовали из-за высокой обводненности.

## Освоение месторождения
В 2006 году месторождения Урга, Куаныш и Акчалакской группы Узбекистан обещал отдать на разработку «Газпрому». 
в 2007-2008 годах в геологоразведку этих участков было вложено более $215 млн. Для реализации проекта «Газпром» создал оператора - ООО «Устюрт-Зарубежнефтегаз», но затем отказался от месторождений, объяснив это тем, что они незначительны по запасам и не стоят дальнейших затрат.
В мае 2008 года госкомпания «Узбекнефтегаз» подписала соглашение о разделе продукции (СРП) по разработке месторождений Урга, Куаныш и Акчалакской группы с Малайзийской национальной нефтяной компанией «Петронас».
СРП было подписано сроком на 35 лет (период 2008-2043 годов). Оператором проекта стала компания «Петронас Чаригали Оверсиз» (Petronas Carigali Overseas Sdn Bhd) - дочерняя структура «Петронас». Параллельно с СРП малайзийцы подписали с «Узбекнефтегазом» и соглашение по разработке ТЭО строительства завода по производству синтетического топлива из природного газа стоимостью 2,5 млрд. долларов.
Летом 2013 компания «Петронас» заявила о выходе из всех своих углеводородных инвестиций в Узбекистане, ссылаясь на коммерческие причины.